# Transport à Besançon
Comme dans la majorité des villes européennes, les transports à Besançon sont dominés par l'automobile. La ville est bien desservie par le train, avec notamment des rames TGV qui la relient à Paris.

## Desserte routière

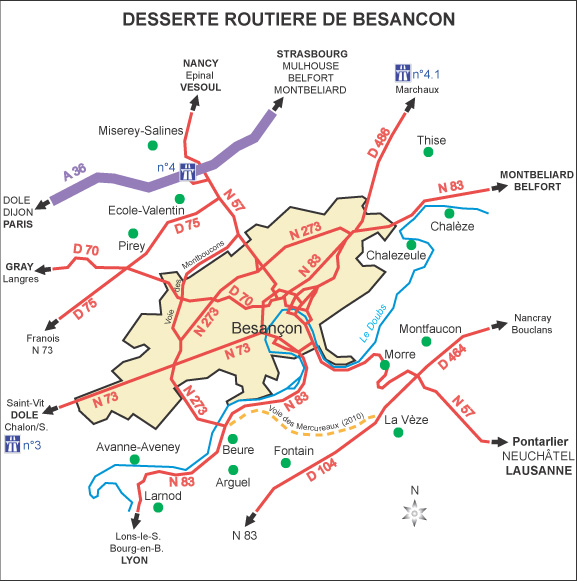
Desserte routière de Besançon

L'agglomération de Besançon est desservie par l'A36 qui relie Beaune et Mulhouse et qui a été mise en service en 1980. Du fait de la topographie de la ville, la circulation est problématique à Besançon et constitue l'un des enjeux locaux majeurs pour les années à venir. Pour y remédier, des réalisations d'envergure sont menées depuis le début des années 1990. Une première réponse aux problèmes de circulation a été apportée avec le percement d'un tunnel sous la citadelle permettant en partie de décongestionner les rues du centre-ville en opérant une jonction directe entre la N 83 et la N 57. 
Une rocade à 2x2 voies est également en cours de réalisation pour contourner la ville, dont un premier tronçon, appelé voie des Montboucons, a été ouvert en 2003 et permet de faire la liaison entre les pénétrantes dites route de Dole (N 73), route de Gray (D70) et route de Vesoul (N 57). Un second tronçon, surnommé voie des Mercureaux, a été inauguré en juillet 2011. Il s'agit de la portion la plus délicate car s'inscrivant dans une configuration et un environnement particulièrement complexes : sur un total de six kilomètres, deux tunnels ont dû être percés, un viaduc construit au-dessus du vallon des Mercureaux, l'ensemble présentant une pente continue de plus de 5 %. La voie des Mercureaux relie la route de Lyon (N 83) et la route de Lausanne (N 57), au Sud de la ville de Besançon, près du village de Beure.

## Desserte ferroviaire

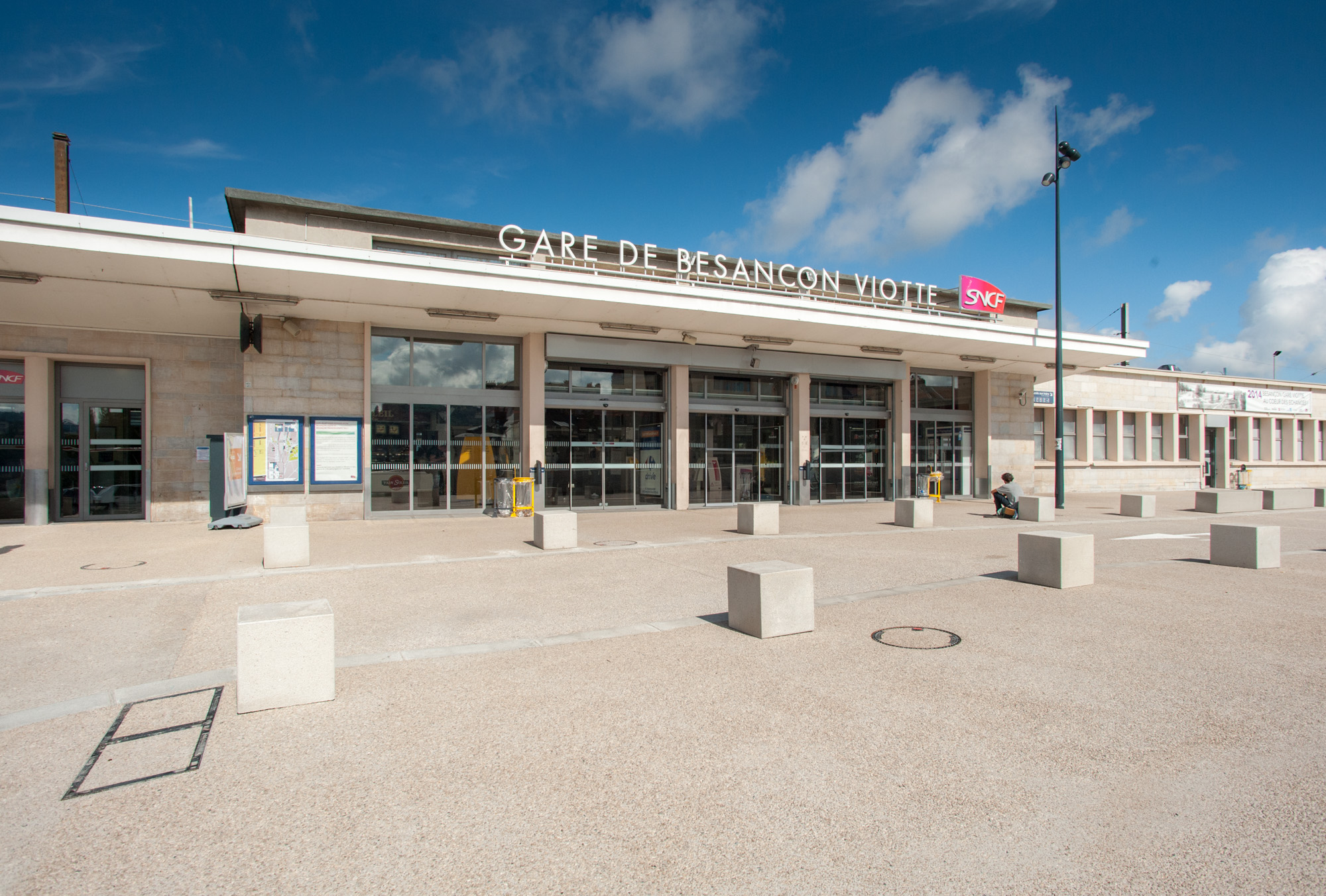
Gare de Besançon-Viotte.

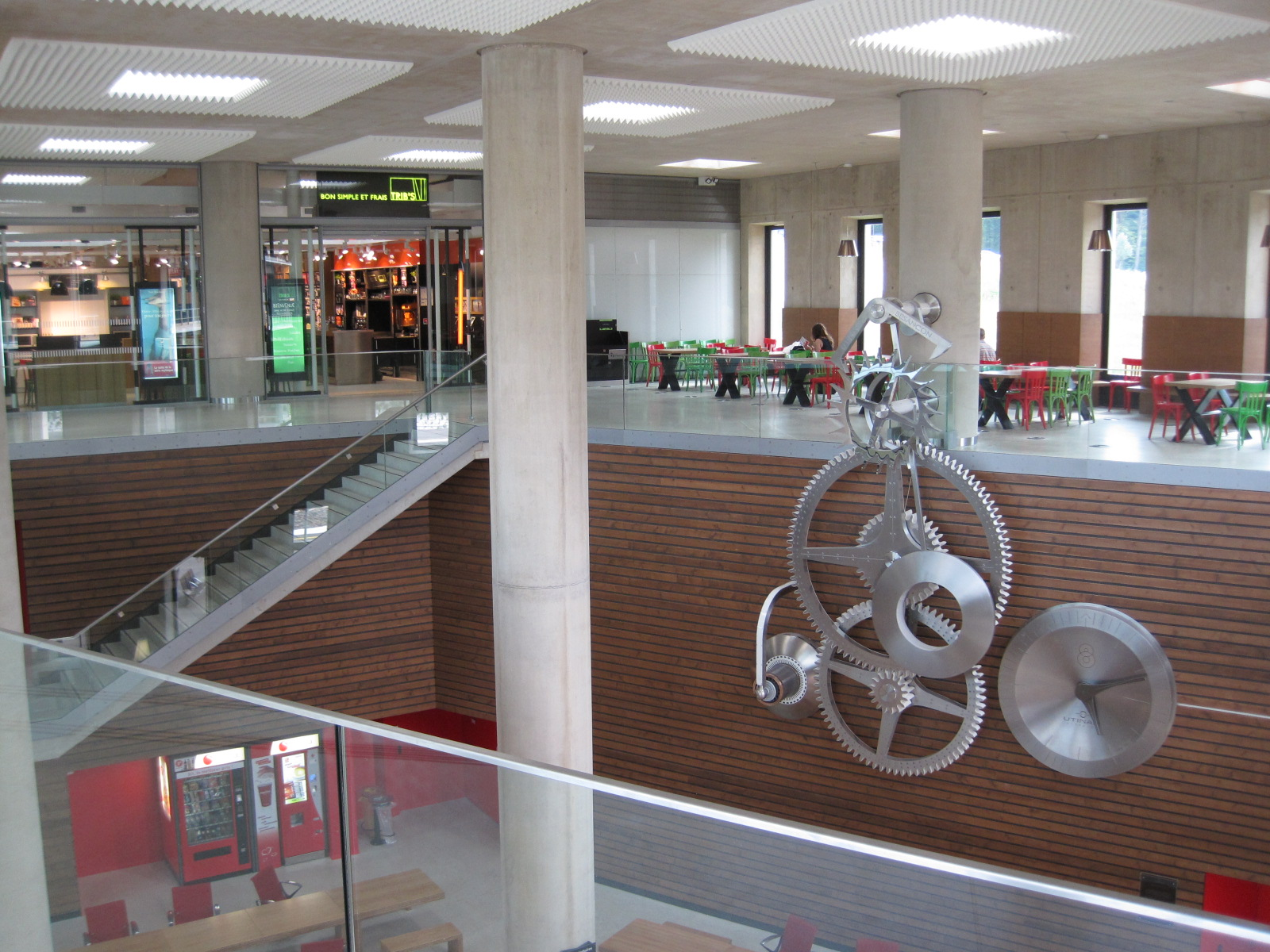
Gare de Besançon Franche-Comté TGV.

Principal nœud de Franche-Comté avec 2,6 millions de voyageurs annuels, la gare de Besançon-Viotte est desservie depuis 1981 par une ligne TGV qui la relie à Paris en 2 h 40. Les rames roulent sur une voie classique entre Montbard et Besançon. Des TER Bourgogne-Franche-Comté empruntent également la ligne de Dole-Ville à Belfort pour la relier notamment à Dijon, Dole, Belfort et Montbéliard. Une ligne secondaire, la ligne de Besançon-Viotte au Locle-Col-des-Roches, dite « ligne des horlogers », non électrifiée, est empruntée par des TER Bourgogne-Franche-Comté desservant aussi la gare de Besançon-Mouillère et permettant de rejoindre Valdahon, Morteau ainsi que La Chaux-de-Fonds en Suisse.
Besançon est également desservie par la ligne à grande vitesse Rhin-Rhône depuis le 11 décembre 2011. Une nouvelle gare d'agglomération, appelée Besançon Franche-Comté TGV, a vu le jour sur le territoire de la commune des Auxons. Elle est desservie également par des TER Bourgogne-Franche-Comté à destination de la gare de Besançon-Viotte, grâce à la réutilisation d'une partie de l'ancienne ligne de Besançon-Viotte à Vesoul rénovée et électrifiée. La LGV met l'agglomération bisontine à 2 h de Paris contre 2 h 40 auparavant.
À noter que Vesoul est la seule préfecture départementale de Franche-Comté à ne pas être reliée directement à Besançon par liaison ferroviaire (mais possible via Belfort) : elle bénéficie d'une desserte par autocar.
Le tableau suivant récapitule les principales liaisons ferroviaires directes régionales, nationales et internationales avec Besançon en 2005.

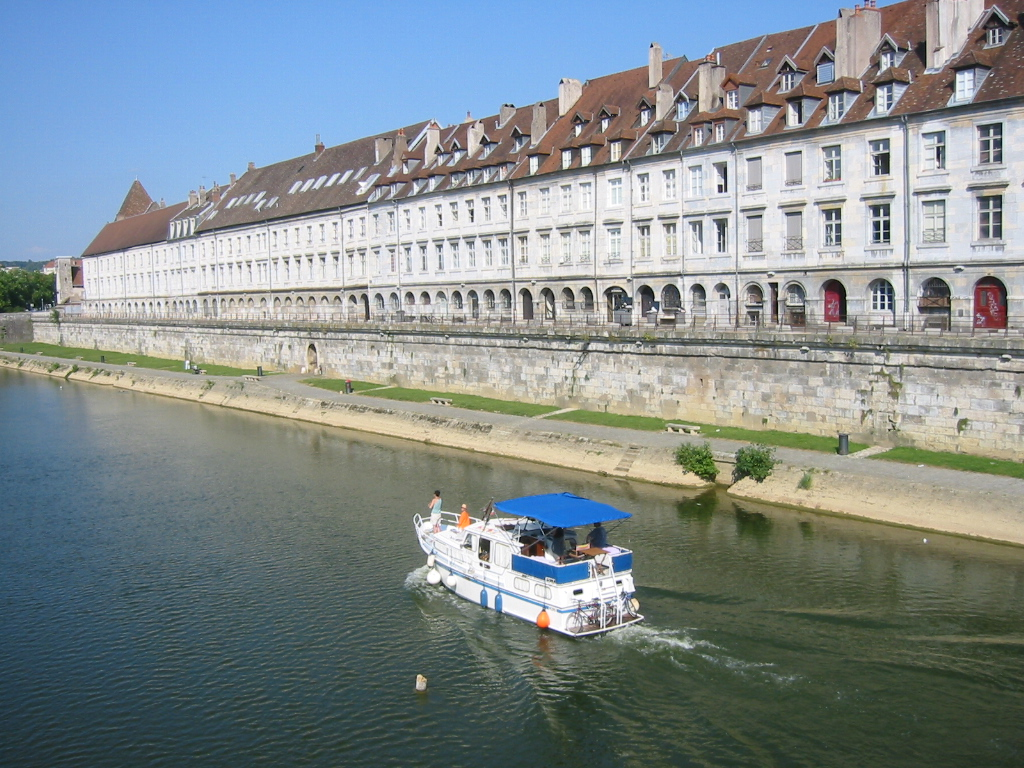
Navigation sur la Boucle du Doubs le long du quai Vauban

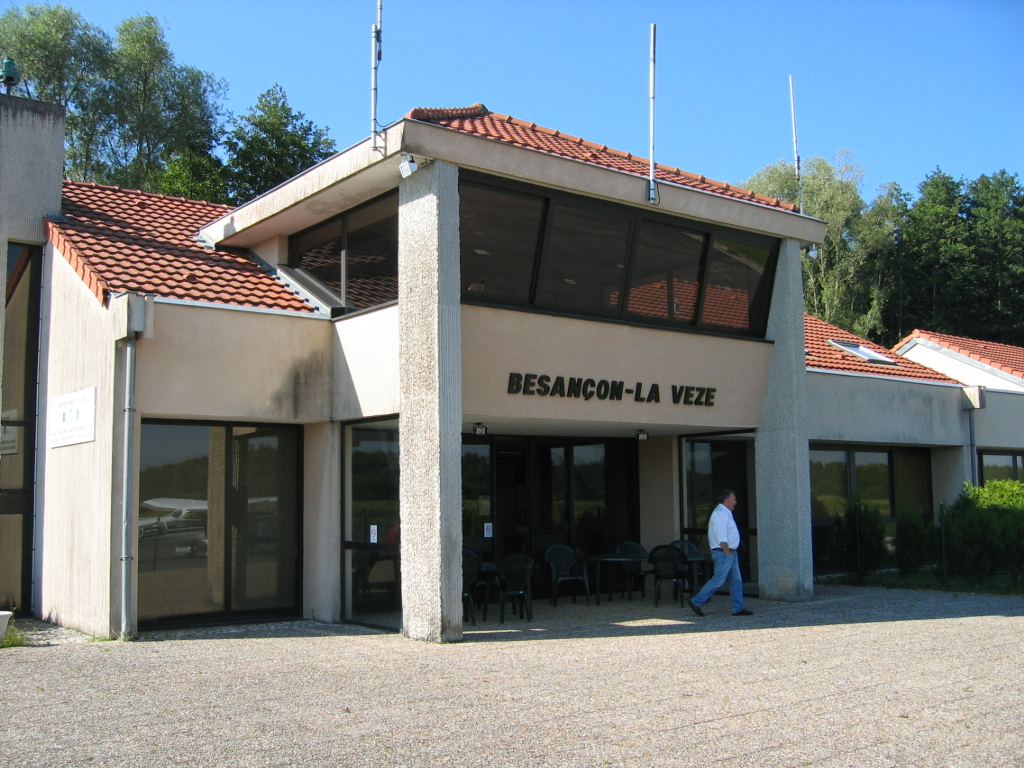
Aérodrome de Besançon - La Vèze

| Liaisons                                                                        | Nombre d'aller-retour quotidiens | Temps de trajet optimal | Temps de trajet TGV (2011) |
| ------------------------------------------------------------------------------- | -------------------------------- | ----------------------- | -------------------------- |
| Paris                                                                           | 6                                | 2h35                    | 2h05                       |
| Lyon                                                                            | 7                                | 2h13                    | 1h55                       |
| Marseille                                                                       | 2                                | 4h18                    | 3h35                       |
| Strasbourg                                                                      | 7                                | 2h23                    | 1h40                       |
| Mulhouse                                                                        | 10                               | 1h30                    | 0h45                       |
| Dijon                                                                           | 27                               | 0h46                    | 0h25                       |
| Dole                                                                            | 26                               | 0h19                    |                            |
| Saint-Vit                                                                       | 19                               | 0h10                    |                            |
| Baume-les-Dames                                                                 | 15                               | 0h21                    |                            |
| Belfort                                                                         | 19                               | 1h06                    | 0h25                       |
| Montbéliard                                                                     | 21                               | 0h51                    | 0h25                       |
| La Chaux-de-Fonds (Suisse)                                                      | 5                                |                         |                            |
| Sources: Mobilignes et dossier d’approbation ministérielle, RFF-SNCF, août 2004 |                                  |                         |                            |

## Desserte fluviale
La ville, établie dans un méandre du Doubs, est traversée par le canal du Rhône au Rhin. Son gabarit étant assez réduit, seuls les embarcations de tourisme parviennent jusqu'à Besançon. Le tunnel sous la citadelle permet de shunter la boucle du Doubs. 
Un projet de mise à grand gabarit avait vu le jour en 1961, mais après la mobilisation et la forte opposition pendant de longues années des élus et habitants de la région, il a été définitivement abandonné en 1997.

## Desserte aérienne
L'agglomération de Besançon, du fait de sa topographie au relief accidenté et d'une taille critique insuffisante ne possède pas d'aéroport mais abrite deux petits aérodromes situés sur les communes voisines : l'aérodrome de Besançon - La Vèze à La Vèze (avec un service d'avion taxi sur toute l'Europe) et l'Aérodrome de Besançon - Thise de Thise. 
Pour se rendre à Besançon ou pour la quitter par voie aérienne, les options les plus souvent retenues sont d'utiliser l'aéroport de Dole-Jura (50 km) ou les aéroports internationaux de Genève (170 km), Lyon-Saint-Exupéry (220 km) ou l'EuroAirport Bâle-Mulhouse (160 km).

## Transports urbains

### Bus

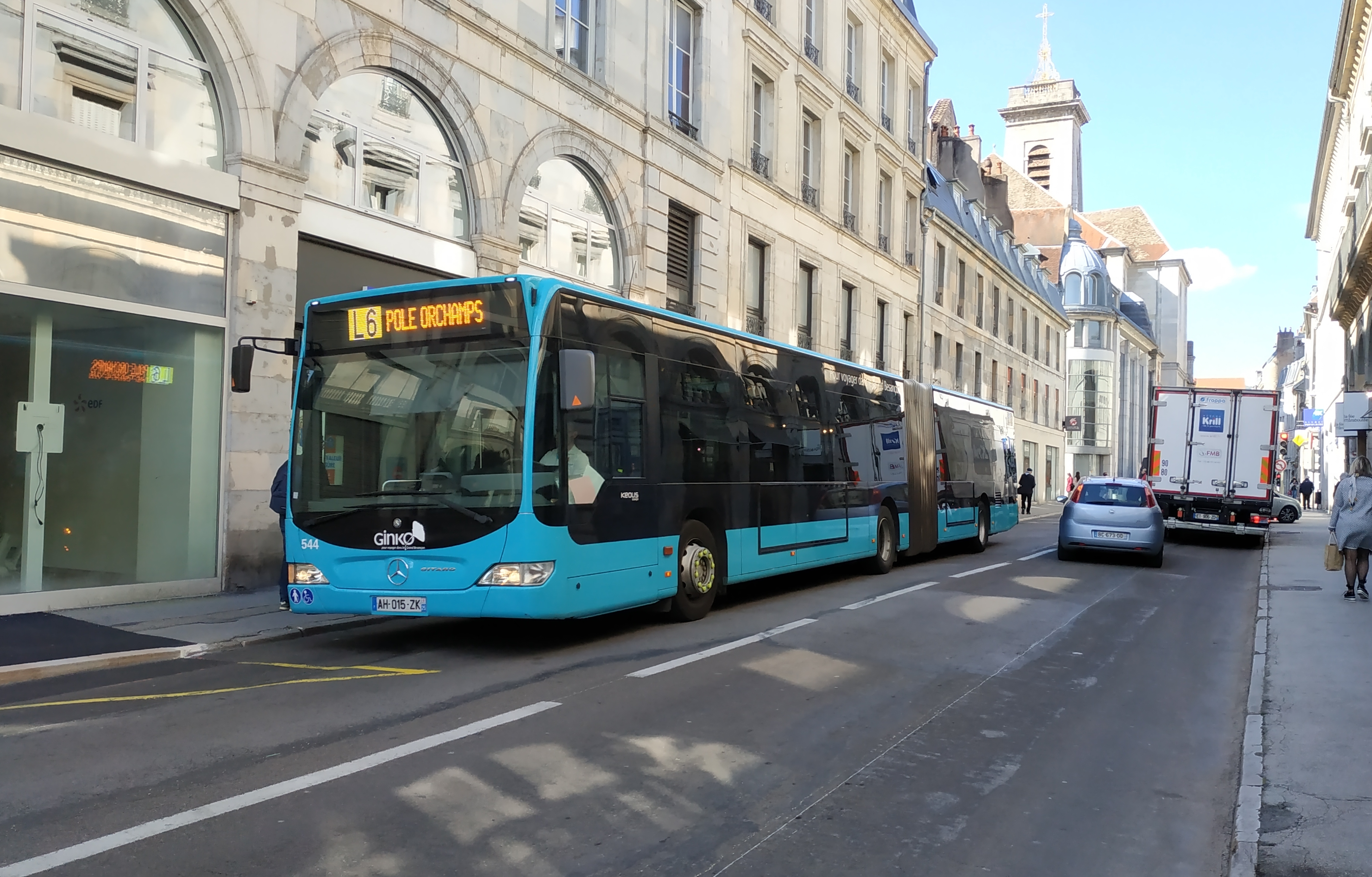
Autobus du réseau Ginko.

Besançon et les 66 autres communes de Grand Besançon Métropole sont desservies par le réseau de bus Ginko. Celui-ci est constitué d'une flotte de 280 autocars et autobus (104 autocars et 176 autobus) dont 61 roulent au gaz naturel de ville, desservant 53 lignes différentes et 846 stations (624 à Besançon et 224 dans les autres communes). Sur le territoire de la commune de Besançon, l'utilisation moyenne des transports en commun est de 180 voyages par an et par habitant, ce qui, compte tenu du nombre important de grèves ainsi que des nombreux retards sur les différentes lignes, est relativement élevé. Rapporté à l'ensemble de Grand Besançon Métropole, ce chiffre descend à 129 voyages par an et par habitant.
Le réseau urbain se compose de 23 lignes fonctionnant du lundi au dimanche de 5 h 30 à 1 h tandis que 31 lignes assurent la desserte du réseau périurbain du lundi au samedi de 6 h à 19 h 30, chaque commune bénéficiant de 5 à 13 aller-et-retours par jour vers la ville.

### Tramway

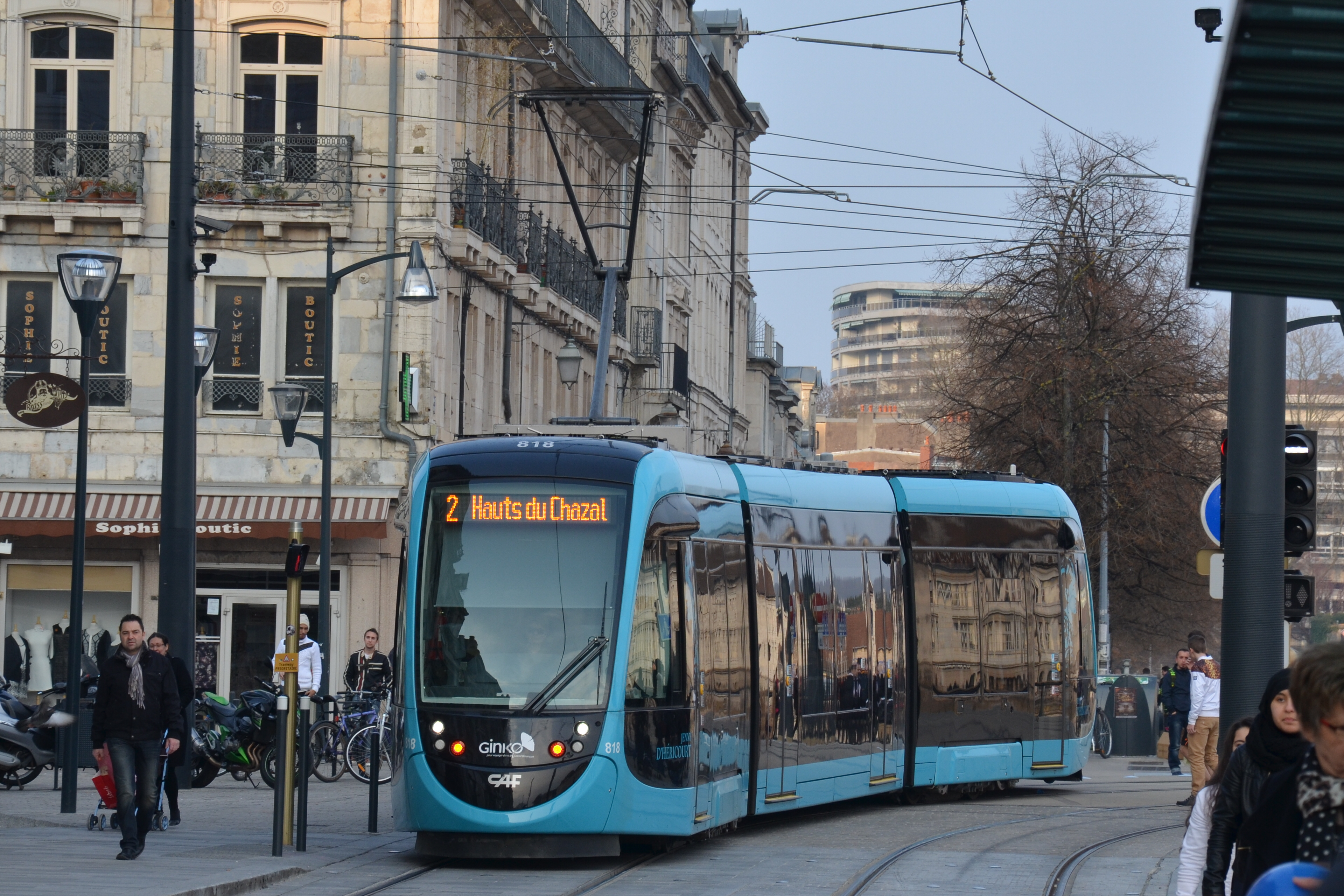
Le tramway de Besançon, à la station Battant.

En 2014, le réseau Ginko, à l'initiative de la ville de Besançon et de Grand Besançon Métropole, a mis en place un réseau de TCSP (transports en commun en site propre) incluant des couloirs de bus ainsi qu'un « mode lourd ». Grand Besançon Métropole a choisi de réaliser un tramway. Deux tracés ont été adoptés, le premier allant des Hauts-du-Chazal à la gare Viotte, et le second allant de Chalezeule aux Hauts-du-Chazal. Ce service est venu renforcer le réseau qui subit malheureusement une baisse notable de la vitesse commerciale des bus depuis quelques années en partie due aux problèmes de circulation de la ville, un plus grand confort pour ses usagers ainsi qu'un meilleur respect de l'environnement.
Ce nouveau réseau succède à un ancien réseau qui fonctionna de 1897 à 1952.

### Covoiturage
Afin de limiter le flot croissant de la circulation automobile (500 000 véhicules par jour dans l'agglomération), Besançon a lancé en novembre 2006 un site Internet destiné à promouvoir le covoiturage.

### Réseau cyclable

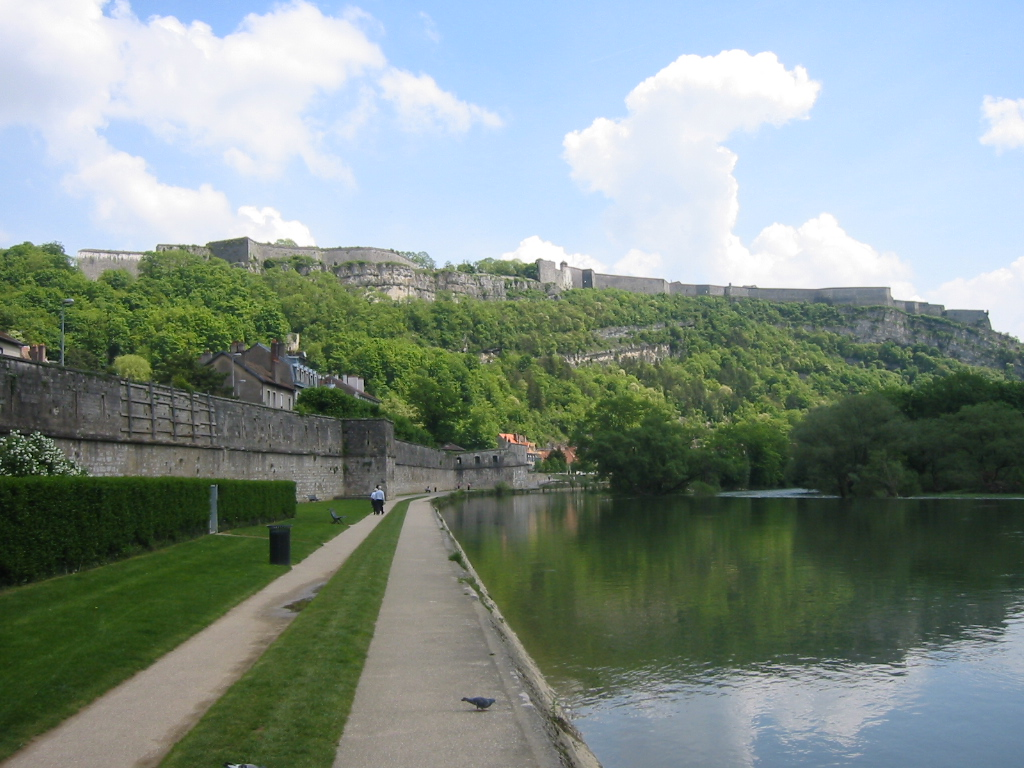
Les berges du Doubs (au pied de la citadelle de Besançon) aménagées pour les piétons et les cyclistes.

Au 1er janvier 2006, la commune de Besançon comptabilisait parmi ses aménagements cyclables 23,3 km de pistes cyclables et 25,4 km de bandes cyclables, 1,8 km de contresens cyclable et 4,4 km de couloirs de bus autorisés aux vélos, soit au total 55 km d'itinéraires cyclables. L'AUB (Association des Usagers de la Bicyclette), association existant depuis 1990, milite en faveur de ces aménagements.
Dans le cadre de la communauté urbaine, quatre premiers tronçons inter-urbains seront ouverts en 2007 : quartier de Besançon-Palente/Thise, quartier de Besançon-Tilleroyes/Serre-les-Sapins, Forêt de Chailluz/Braillans et Gare de Saône/Saône. À terme, le schéma directeur de Grand Besançon Métropole prévoit un réseau de 300 km couvrant la totalité des 67 communes de l'agglomération.
Besançon est par ailleurs située sur l'itinéraire de l'EuroVeloroute EV6, dite « De l'océan Atlantique à la mer Noire » et qui relie Saint-Nazaire à Constanţa (Roumanie).

Tracé de l'EV6

L'EuroVelo 6 ou EV6, également connue sous le nom d' « Eurovéloroute des Fleuves », est une véloroute de type EuroVelo. C'est la plus célèbre véloroutes européennes, longue de 3 653 km, elle traverse l'Europe d'Ouest en Est, de l'Océan Atlantique à la Mer Noire en passant par dix pays. Elle suit l'itinéraire de trois des plus grands fleuves européens : la Loire, le Rhin et le Danube.
Par ailleurs, le centre-ville de la capitale franc-comtoise est doté d'un système de vélos en libre-service, VéloCité depuis septembre 2007, mettant à disposition 200 vélos sur 30 stations. Elle a ainsi rejoint les villes ayant adopté le Cyclocity.

### Voies piétonnes
La ville fut l'une des pionnières dans la création de secteurs piétonniers dès les années 1970 dans les quartiers historiques de la Boucle et de Battant. Aujourd'hui, elle a pris du retard du fait notamment des difficultés imposées par le site initial en « cuvette » qui ne permet pas de contourner de manière satisfaisante le centre historique pour le rendre majoritairement piétonnier. La réflexion est cependant lancée pour la piétonnisation de voies dans les quartiers périphériques.